# 1155年
| 千纪： | 2千纪 |
| 世纪： | 11世纪 \| 12世纪 \| 13世纪                                                                                           |
| 年代： | 1120年代 \| 1130年代 \| 1140年代 \| 1150年代 \| 1160年代 \| 1170年代 \| 1180年代                                     |
| 年份： | 1150年 \| 1151年 \| 1152年 \| 1153年 \| 1154年 \| 1155年 \| 1156年 \| 1157年 \| 1158年 \| 1159年 \| 1160年           |
| 纪年： | 乙亥年（猪年）；西夏天盛七年；大理大宝七年；金貞元三年；西辽绍兴五年；南宋紹興二十五年；越南大定十六年；日本久壽二年 |

## 大事记
- 尤里·多爾戈魯基再次佔領了基輔並再次獲得了基輔大公的頭銜。
- 尤里·多爾戈魯基的兒子安德烈·博戈柳布斯基在蘇茲達爾建立政權，並將王公府邸設在弗拉基米爾。

## 出生
- 莊夏，南宋名臣。

## 逝世
- 5月12日：李清照，女詞人。
- 8月22日：近衛天皇，日本第76代天皇。
- 11月18日：秦桧，南宋大臣。